# Marvin Primus
Marvin Primus (* 23. Oktober 2003) ist ein deutscher Volleyballspieler.

## Karriere
Primus begann seine Karriere beim TuS Holzkirchen. In der Saison 2020/21 wurde er mit dem TSV Grafing Meister in der zweiten Liga Süd. 2022 wechselte der Libero zum Ligakonkurrenten ASV Dachau. Dem Verein gelang in der Saison 2022/23 der Aufstieg in die erste Liga. In der Saison 2023/24 unterlagen die Dachauer im DVV-Pokal-Achtelfinale und verpassten als Tabellenneunter der Bundesliga-Hauptrunde die Playoffs.